# Мота Висконти
Мо̀та Виско̀нти (на италиански: Motta Visconti, на западноломбардски: la Mott, ла Мот) е градче и община в Северна Италия, провинция Милано, регион Ломбардия. Разположено е на 100 m надморска височина. Населението на общината е 7685 души (към 2011 г.).